# Jiří Jarošík
Jiří Jarošík (Ústí nad Labem, 27 oktober 1977) is een Tsjechisch voetballer. Hij speelt voor Sparta Praag, dezelfde club waar zijn loopbaan begon. Hij speelde ook nog achtereenvolgens voor CSKA Moskou, Chelsea FC, Birmingham City, Celtic FC, Krylja Sovetov Samara en Real Zaragoza. Hij speelt als aanvallend middenvelder.